# 1931 Capek
Capek (asteroide 1931) é um asteroide da cintura principal, a 1,8474831 UA. Possui uma excentricidade de 0,27278 e um período orbital de 1 479 dias (4,05 anos).
Capek tem uma velocidade orbital média de 18,68682088 km/s e uma inclinação de 8,2461º.
Esse asteroide foi descoberto em 22 de Agosto de 1969 por Luboš Kohoutek, que o nomeou em homenagem ao escritor Karel Čapek.